# Lispocephala incompta
Lispocephala incompta este o specie de muște din genul Lispocephala, familia Muscidae, descrisă de Hardy în anul 1981. Conform Catalogue of Life specia Lispocephala incompta nu are subspecii cunoscute.